# Lobsang Yeshe
Lobsang Yeshe, later ook Tsang Gyatso, (1663 - Tsang, 1737) was de vijfde pänchen lama van Tibet.

## Jeugd en opleiding
Lobsang Yeshe werd geboren in de provincie Tsang uit een bekende en oude adellijke familie in Tibet, de familie en clan van de Bru. Deze familie had al veel abten geleverd voor het klooster Bensakha in de regio Yas-ru dat tot aan de vernietiging door een overstroming in de 14e eeuw een van de belangrijkste leerinstituten van de Bönreligie was. Tot aan zijn selectie was de hele familie en clan ook aanhanger van de Bön. Zoals gebruikelijk bij selectie van hoge tulku's volgde het grootste deel van zijn familie hem naar de plaats van vestiging, Tashilhunpo. Uit dat deel van de familie en clan Bru dat in Yas-ru bleef wonen en de Bönreligie trouw bleef, werd in de 19e eeuw ook de 9e pänchen lama, Thubten Chökyi Nyima, geselecteerd.
De Tibetaanse geschiedschrijving heeft altijd veel moeite gedaan het feit te verhullen dat twee pänchen lama's afkomstig waren vanuit een familie van Böngelovigen.
Hij ontving zijn Tibetaans boeddhistische tonsuur op de leeftijd van acht jaar (negen volgens Westerse kalenderrekening) van de vijfde dalai lama Ngawang Lobsang Gyatso in Lhasa. Hierbij ontving hij de naam Lobsang Yeshe. Toen hij twintig was (21 volgens Westerse tijdrekening) werd hij ingewijd door Könchog Gyaltsen.

## Uitnodiging
Toen hij 32 jaar oud was (rond 1696-97) zond hij een felicitatieafvaardiging naar Peking; Chinees keizer Kangxi had hem uitgenodigd naar Peking te komen, maar hij excuseerde zich hiervoor uit angst voor pokken.

## Bestuur
De regent Sanggye Gyatso ontbood de vijfde pänchen lama, het bestuur uit te oefenen voor de jonge zesde dalai lama in de stad Nangartse aan het meer Yamdrok en gaf hem de naam Tsang Gyatso. In oktober 1697 werd de zesde dalai lama ingehuldigd als Tsangyang Gyatso en gaf hij het bestuur terug.
Toen de Mongoolse Lhabzang Khan rond 1705/06 de regent Sanggye Gyatso liet vermoorden, reisde de zesde dalai lama naar Shigatse, deed hij afstand van zijn regering en gaf deze terug aan de vijfde pänchen lama. De zesde dalai lama werd door Lhabzang Khan op transport naar Peking gezet en overleed onderweg.
In 1713 ontving hij een brief die in goud geschreven was in de drie talen Tibetaans, Mongools en Mantsjoe van keizer Kangxi die hem eveneens een grote thangka-munt zond met zijn titel erop.
De zevende dalai lama werd geïnstalleerd in het Potala-paleis in 1720. Hij ontving de tonsuur van de vijfde pänchen lama en zijn nieuwe naam Kälsang Gyatso. In 1726 ontving hij van Lobsang Yeshe eveneens de volledige inwijding.
In 1728 zond de Chinese keizer Yongzheng Aliha Ampan om de grens tussen de Tibetaanse provincies U en Tsang te regelen. In deze tijd was er een burgeroorlog gaande en Lobsang Yeshe kreeg vanuit Peking het verzoek om te regeren over alle gebieden tussen Khambala en de heilige berg Kailash. De pänchen lama weigerde enkele keren op grond van zijn hoge leeftijd, maar werd uiteindelijk overtuigd, de controle over te nemen over de Tibetaanse gebieden ten westen van Panam. Hij deed afstand van het bezit van Phari, Gyantse, Yardosho en andere plaatsen aan de Regering in Lhasa.

## Nalatenschap
Hij schreef achttien delen met lofzangen en leringen en overleed op een leeftijd van 75 jaar (74 jaar naar Westerse tijdrekening) in 1737.
Na zijn dood werd een vergulde koperen graftombekoepel voor hem gebouwd; vergelijkbaar, maar groter dan die van zijn voorganger. Alle graftombes van de vijfde tot en met de negende pänchen lama gingen echter verloren in het geweld van de Culturele Revolutie (1966-76).
- Gemeinsame Normdatei: 103501495
- International Standard Name Identifier: 0000 0000 6668 2279
- Library of Congress Control Number: n83129960
- Nationale Bibliotheek van Israël: 987007258886205171
- Système universitaire de documentation: 091600138
- Virtual International Authority File: 64421356
- WorldCat: E39PBJbCTVwPwPttjMMB4MDTHC